# Nevado Longaví
Nevado Longaví är en bergstopp i Chile.   Den ligger i provinsen Provincia de Linares och regionen Región del Maule, i den södra delen av landet, 300 km söder om huvudstaden Santiago de Chile. Toppen på Nevado Longaví är 3 242 meter över havet.
Terrängen runt Nevado Longaví är bergig åt nordväst, men åt sydost är den kuperad. Nevado Longaví är den högsta punkten i trakten. Runt Nevado Longaví är det glesbefolkat, med 18 invånare per kvadratkilometer.. Det finns inga samhällen i närheten.
Trakten runt Nevado Longaví är ofruktbar med lite eller ingen växtlighet.